# Liste des évêques de Mâcon
La liste des évêques de Mâcon présente la liste épiscopale  des titulaires du diocèse de Mâcon, du VIe siècle jusqu'à sa suppression en 1790. Mâcon est le siège de l'évêché.

## Haut Moyen-Âge
- 538-555 : Saint Placide
- 560 : Saint Salvin
- 567 : Saint Célidaine
- ~575 : Saint Nizier
- ~580 : Saint Just
- 581-585 : Saint Eusèbe
- ~590 : Saint Florentin
- 599-612 : Déce
- ~612 : Mummole
- 615-650 : Dieudonné
- ~657 : Aganon
- Déce II
- 743 : Domnole
- 801 : Lédouard
- 813 : Gondulphe
- 814-850 : Hildebaud
- 853-862 : Bredincus
- 864-873 : Bernoud
- 875-878 : Lambert
- 879-885 : Gontard
- 886-926 : Saint Gérard de Mâcon
- 926 : Adalran
- 927-936 : Bernon
- 938-958 : Maimbode
- 960-962 : Théotelin
- 963-973 : Adon
- 974-977 : Jean
- ~979 : Eudes
- 981-991 : Milon

## Moyen Âge central
- 993-1018 : Liébaud de Brancion
- 1019-1030 : Gauslin
- 1031-1050 : Gauthier de Brancion
- 1059-1073 : Drogon
- 1073-1096 : Landry de Berzé
- 1097-1123 : Bérard de Châtillon ou Bernard
- 1124-1140 : Jocerand de Baisenens
- 1140-1161 : Ponce I de Villars, Bienheureux (sans procès canonique) 
Certains auteurs ont fait la confusion avec Ponce II[1], en lui associant le patronyme de Rochebaron[2], tandis que d'autres donnaient [de Laye].
- 1164-1184 : Étienne de Bâgé
- 1185-1197 : Renaud de Vergny
- 1199/1202-1219/1221 : Ponce II de Rochebaron
dit par erreur [de Villars] ou [de Thoire][1].
- 1221-1241 : Aymon
- 1242-1262 : Seguin de Lugny
- 1262-1264 : Jean de Damas
- 1264-1276 : Guichard de Germolles
- 1277-1284 : Pierre de La Jaisse
- 1284-1295 : Hugues de Fontaines

## Bas Moyen Âge
- 1296-1316 : Nicolas de Bar
- 1317-1358 : Jean de Salagny
- 1363-1380 : Philippe de Sainte-Croix
- 1382-1389 : Jean de Boissy
- 1389-1397 : Thiébaud de Rougemont
- 1398-1411 : Pierre de Juys
- 1412-1417 : Jean Christini
- 1418-1430 : Geoffroy de Saint-Amour
- 1431-1433 : Jean Le Jeune
- Jean de Macet
- 1434-1448 et 1449-1473 : Étienne Hugonet
- 1473-1484 : Philibert Hugonet, cardinal.

## Temps modernes
- 1485-1510 : Étienne de Longvy
- 1510-1529 : Claude de Longwy de Givry
- 1529-1531 : François-Louis Chantereau
- 1531-1539 : Charles de Hémard de Denonville, cardinal
- 1541-1542 : Antoine de Narbonne
- 1542-1545 : François de Faucon
- 1544-1551 : Pierre du Châtel
- 1552-1554 : François de Faucon
- 1557-1559 : Amanieu de Foix
- 1559-1582 : Jean-Baptiste Alamanni
- 1583-1599 : Luc Alamanni
- 1599-1619 : Gaspard Dinet
- 1620-1650 : Louis Dinet
- 1651-1665 : Jean de Lingendes
- 1665-1666 : Guillaume Le Boux
- 1666-1676 : Michel Colbert de Saint-Pouange
- 1677-1682 :  Michel Cassagnet de Tilladet ; nommé évêque de Clermont, il n'obtient pas ses bulles et retourne à Mâcon.
- 1682-1684 : Claude II de Saint-Georges
- 1684-1731 : Michel Cassagnet de Tilladet
- 1732-1763 : Henri-Constance de Lort de Sérignan de Valras
- 1763-1790 : Gabriel François Moreau, dernier évêque de Mâcon.